# 罗梅尔·拉芬
罗梅尔·拉芬（英語：Romel Raffin，1954年4月23日—），加拿大男子篮球运动员。他曾随加拿大国家队参加1976年、1984年和1988年三届夏季奥运会，分别获得第四名、第四名和第六名。